# Lin Sheng
Lin Sheng (林声S, Lín ShēngP; Fuzhou, 1º maggio 1994) è una schermitrice cinese.

## Palmarès
- Mondiali

Wuxi 2018: bronzo nella spada a squadre.
Budapest 2019: oro nella spada a squadre e argento nella spada individuale.
- Campionati asiatici

Suwon 2014: oro nella spada a squadre.
Bangkok 2018: oro nella spada a squadre.
- Giochi olimpici giovanili

Singapore 2010: oro nella spada individuale.